# Edviges Jagelão
Edviges Jagelão (em polonês/polaco:  Jadwiga Jagiellonka, em lituano:  Jadvyga Jogailaitė, em alemão:  Hedwig Jagiellonica; Cracóvia, 21 de setembro de 1457 — Burghausen, 18 de fevereiro de 1502), foi princesa da Polónia, Lituânia e da Baviera, como filha de Casimiro IV Jagelão da Polônia e de Isabel da Áustria.

## Biografia
A 14 de novembro de 1475, casou-se com o duque da Baviera, Jorge da Baviera. Referindo-se ao seu faustoso casamento é ainda hoje realizado o festival do Casamento de Landshut (Landshuter Hochzeit).

## Descendência
Jorge e Edviges tiveram os seguintes filhos:
1. Luís de Baviera-Landshut (1476 - 1496);
2. Ruperto de Baviera-Landshut (1477), morreu na infância;
3. Isabel de Baviera-Landshut (1478 – 1504), casou-se com Ruperto do Palatinado, com quem teve dois filhos: Oto Henrique, Eleitor Palatino e o duque Filipe do Palatinado-Neuburgo.
4. Margarida de Baviera-Landshut (1480 – 1531), abadessa em Neuburgo do Danúbio, na Alta Baviera;
5. Wolfgang de Baviera-Landshut, nascido e morto em 1482.